# فهرست توئیت‌ها با بیشترین لایک
این فهرست شامل ۳۰ توییت برتر با بیشترین لایک در پلت‌فرم شبکه‌سازی اجتماعی توییتر است. توییتر فهرست رسمی ارائه نمی‌دهد اما رسانه‌های خبری این فهرست را تهیه کرده‌اند. تا اکتبر ۲۰۲۲، محبوب‌ترین توییت با بیش از ۷ میلیون لایک از حساب بازیگر آمریکایی چادویک بوزمن ارسال شد که در آن مرگ خود بر اثر سرطان اعلام شد. چند حسابی که بیش از یک توییت محبوب را در فهرست دارند عبارتند از: گروه موسیقی کره جنوبی بی‌تی‌اس با ۱۹ توییت، و رئیس‌جمهور قبلی ایالات متحده آمریکا باراک اوباما، رئیس‌جمهور ایالات متحده جو بایدن و بازرگان ایلان ماسک هر یک با دو توییت. 

## فهرست
در جدول زیر ۳۰ توییت برتر در توییتر و حسابی که آن را توئیت کرده‌است، تعداد لایک و تاریخ انتشار آورده شده‌است. توئیت‌هایی که تعداد لایک‌هایشان یکسان است به ترتیب تاریخ ذکر شده‌اند و بیشترین لایک در بالاترین رتبه قرار دارد.
| رتبه | تویت | ناشر                                  | لایک‌ها (میلیون) | تاریخ نشر       |
| ---- | --- | ------------------------------------- | --------------- | --------------- |
| ۱    | [It is with immeasurable grief that we confirm the passing of Chadwick Boseman. Chadwick was diagnosed with stage III colon cancer in 2016, and battled with it these last 4 years as it progressed to stage IV...]                                                              | خانوادۀ چادویک بوزمن @chadwickboseman | ۷٫۱             | ۲۸ اوت ۲۰۲۰     |
| ۲    | Next I'm buying Coca-Cola to put the cocaine back in | ایلان ماسک @elonmusk                  | ۴٫۸             | ۲۷ آوریل ۲۰۲۲   |
| ۳    | "No one is born hating another person because of the color of his skin or his background or his religion..." | باراک اوباما @BarackObama             | ۴٫۱             | ۱۲ اوت ۲۰۱۷     |
| ۴    | It's a new day in America. | جو بایدن @JoeBiden                    | ۴٫۰             | ۲۰ ژانویه ۲۰۲۱  |
| ۵    | Kobe was a legend on the court and just getting started in what would have been just as meaningful a second act. To lose Gianna is even more heartbreaking to us as parents. Michelle and I send love and prayers to Vanessa and the entire Bryant family on an unthinkable day. | باراک اوباما @BarackObama             | ۳٫۷             | ۲۶ ژانویه ۲۰۲۰  |
| ۶    | Congratulations to the Astronauts that left Earth today. Good choice | اندی میلوناکیس @andymilonakis         | ۳٫۵             | ۳۰ مه ۲۰۲۰      |
| ۷    | I hope that even my worst critics remain on Twitter, because that is what free speech means | ایلان ماسک @elonmusk                  | ۳٫۳             | ۲۵ آوریل ۲۰۲۲   |
| ۸    | hello literally everyone | توییتر @Twitter                       | ۳٫۲             | ۴ اکتبر ۲۰۲۱    |
| ۹    | 😙 | جونگ‌کوک @BTS_twt                      | ۳٫۲             | ۲۴ ژانویه ۲۰۲۱  |
| ۱۰   | 아미 보고 싶다 ㅜ | جونگ‌کوک @BTS_twt                      | ۳٫۱             | ۱۱ آوریل ۲۰۲۱   |
| ۱۱   | We did it, @JoeBiden. | کامالا هریس @KamalaHarris             | ۳٫۱             | ۷ نوامبر ۲۰۲۰   |
| ۱۲   | America, I'm honored that you have chosen me to lead our great country. The work ahead of us will be hard, but I promise you this: I will be a President for all Americans — whether you voted for me or not. I will keep the faith that you have placed in me.                  | جو بایدن @JoeBiden                    | ۳٫۱             | ۷ نوامبر ۲۰۲۰   |
| ۱۳   | Hey guys, wanna feel old? I'm 40. You're welcome. | مکالی کالکین @IncredibleCulk          | ۳٫۱             | ۲۶ اوت ۲۰۲۰     |
| ۱۴   | Hi Army😊 | وی @BTS_twt                           | ۳٫۱             | ۱۶ اوت ۲۰۲۰     |
| ۱۵   | Never Not 💜 | جونگ‌کوک @BTS_twt                      | ۳٫۱             | ۳ مه ۲۰۲۰       |
| ۱۶   | 💘 @Harry_Styles 💝 | جی-هوپ @BTS_twt                       | ۳٫۰             | ۲۰ نوامبر ۲۰۲۱  |
| ۱۷   | 셀프 염색 :) #JJK | جونگ‌کوک @BTS_twt                      | ۳٫۰             | ۲۴ فوریه ۲۰۲۱   |
| ۱۸   | Love U💜 | جی-هوپ @BTS_twt                       | ۲٫۹             | ۲۴ نوامبر ۲۰۲۱  |
| ۱۹   | focus on army💜 | جونگ‌کوک @BTS_twt                      | ۲٫۹             | ۲۲ نوامبر ۲۰۲۱  |
| ۲۰   | 👍 | وی @BTS_twt                           | ۲٫۹             | ۲۰ سپتامبر ۲۰۲۱ |
| ۲۱   | 💜 x7 | بی‌تی‌اس @BTS_twt                       | ۲٫۹             | ۱ ژوئن ۲۰۲۱     |
| ۲۲   | 연습 연습 연습!!! #JK | جونگ‌کوک @BTS_twt                      | ۲٫۹             | ۲۹ مه ۲۰۲۱      |
| ۲۳   | 정국이 생일축하해요이? | وی @BTS_twt                           | ۲٫۹             | ۱ سپتامبر ۲۰۲۰  |
| ۲۴   | We met @lizzo 😍🤙 | جی-هوپ, جیمین, جونگ‌کوک و وی @BTS_twt  | ۲٫۸             | ۲۰ نوامبر ۲۰۲۱  |
| ۲۵   | It's been a long long time - bing crosby | وی @BTS_twt                           | ۲٫۸             | ۱۹ نوامبر ۲۰۲۱  |
| ۲۶   | 사진첩을 들어갔는데 이사진이 왜 있는지 기억이 안난다.. | وی @BTS_twt                           | ۲٫۸             | ۲۹ سپتامبر ۲۰۲۱ |
| ۲۷   | 다녀오겠습니다😊 #JIMIN #꾸기 | جیمین @BTS_twt                        | ۲٫۸             | ۱۸ سپتامبر ۲۰۲۱ |
| ۲۸   | It's coming. @coldplay | بی‌تی‌اس @BTS_twt                       | ۲٫۸             | ۱۴ سپتامبر ۲۰۲۱ |
| ۲۹   | 💜💜 | وی @BTS_twt                           | ۲٫۸             | ۲۵ ژوئن ۲۰۲۱    |
| ۳۰   | 행복했습니다♡ #JJK #SOWOOZOO | جونگ‌کوک @BTS_twt                      | ۲٫۷             | ۱۴ ژوئن ۲۰۲۱    |